# 張志潭

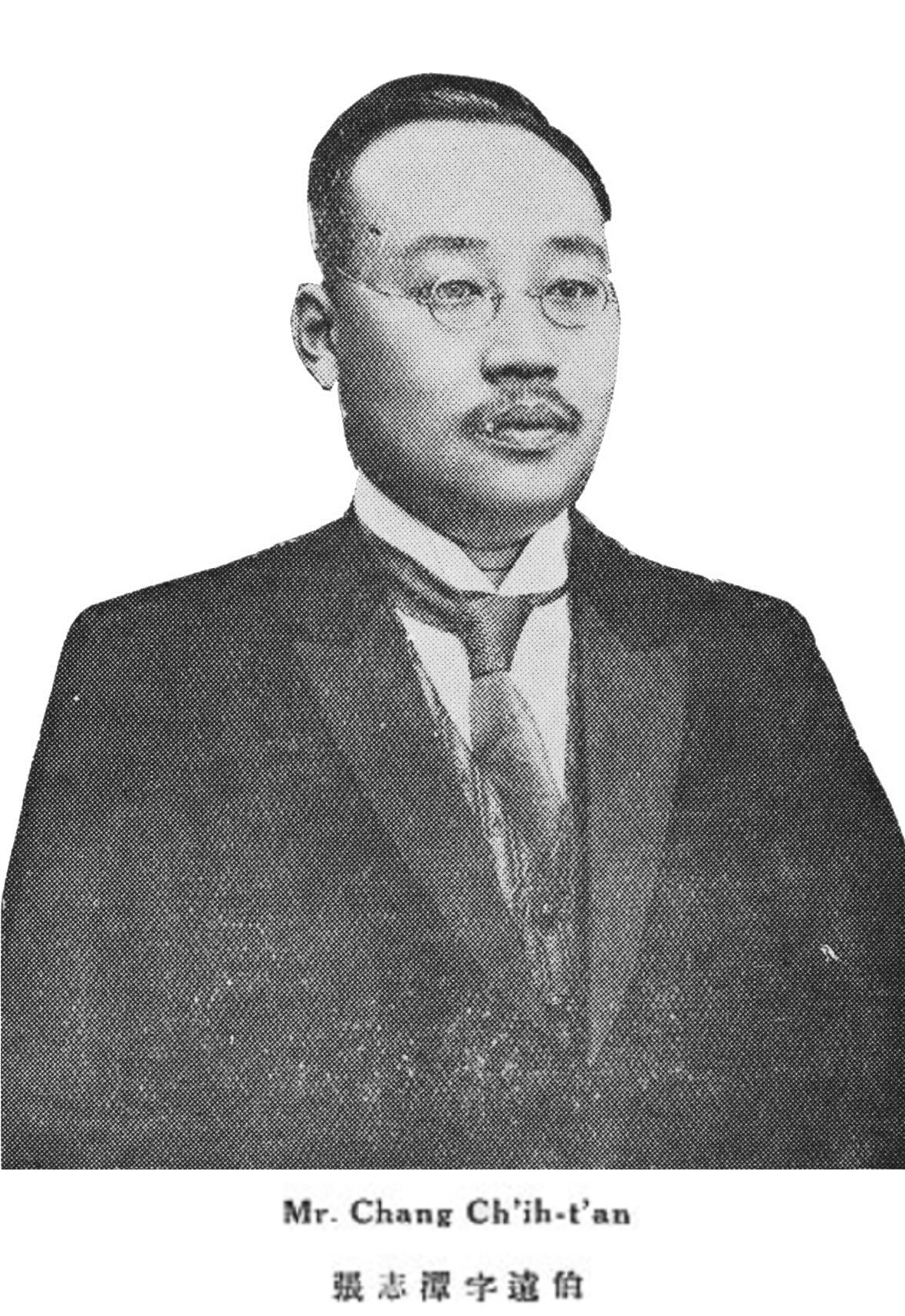

張志潭（1883年—1946年）字遠伯，直隸丰润人。中華民国政治人物。北洋政府要人。

## 生平
張志潭是清朝舉人，曾在内務部任職。徐世昌任東三省總督時，張志潭任其秘書。1912年（民国元年），他任北京總統府秘書。1914年（民国3年）7月到1916年（民国5年）7月，他任綏遠道尹。1917年（民国6年）1月，他升任内務部次長、外交委員会副会長。7月，他任国務院秘書長兼参戰事務處機要處長。1919年（民国8年），他任陸軍部次長。
1920年（民国9年）8月，第二次靳雲鵬內閣時，他取代田文烈署理内務總長。翌年5月他任第三次靳雲鵬內閣交通總長。1921年（民国10年）12月，他辞任交通總長。1923年（民国12年），他轉任内国公債局總理。翌年兼任財政整理委員会副会長。1926年（民国15年）5月，他出任顏惠慶攝政内閣交通總長，並歷經杜錫珪臨時攝政内閣、顧維鈞臨時攝政内閣。翌年1月辞任後，從政界引退。
南京国民政府時期，1933年（民国22年）他任華北戰区救濟委員会委員。晩年工花卉絵画。
1946年（民国35年），他病逝。享年64嵗。
张志潭旧宅在天津。